# 梅伦山站
梅伦山地铁站（芬蘭語：Mellunmäen metroasema），是芬兰赫爾辛基地鐵的地上车站，为M2线的终点站。该站为赫尔辛基东部梅伦村市区的梅伦山小区服务。
该站开通于1989年9月1日，位于孔图拉站东边1.6公里处。该站为世界上位置最北的地铁站。

## 图集

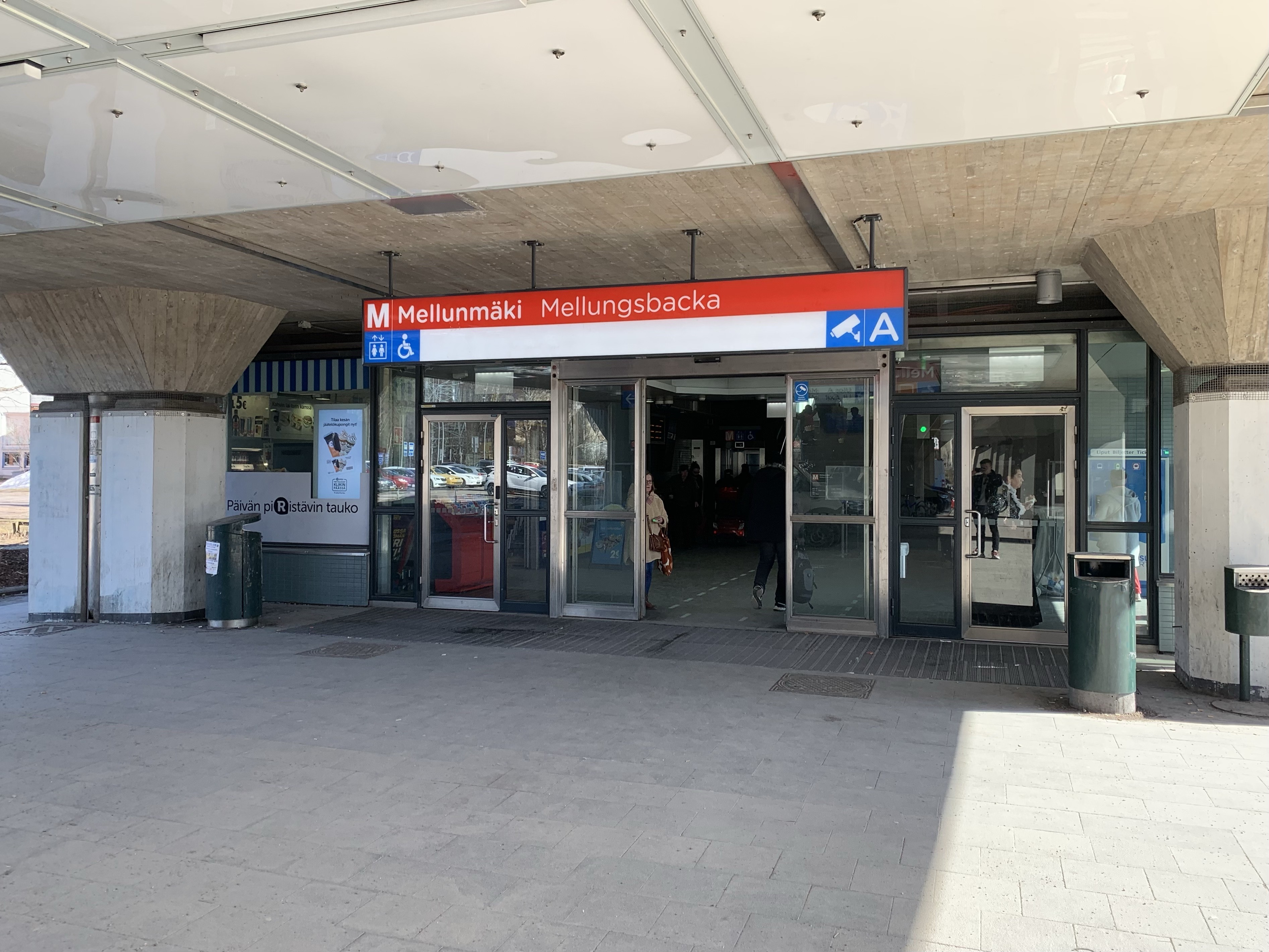
从汽车站方向来的入口
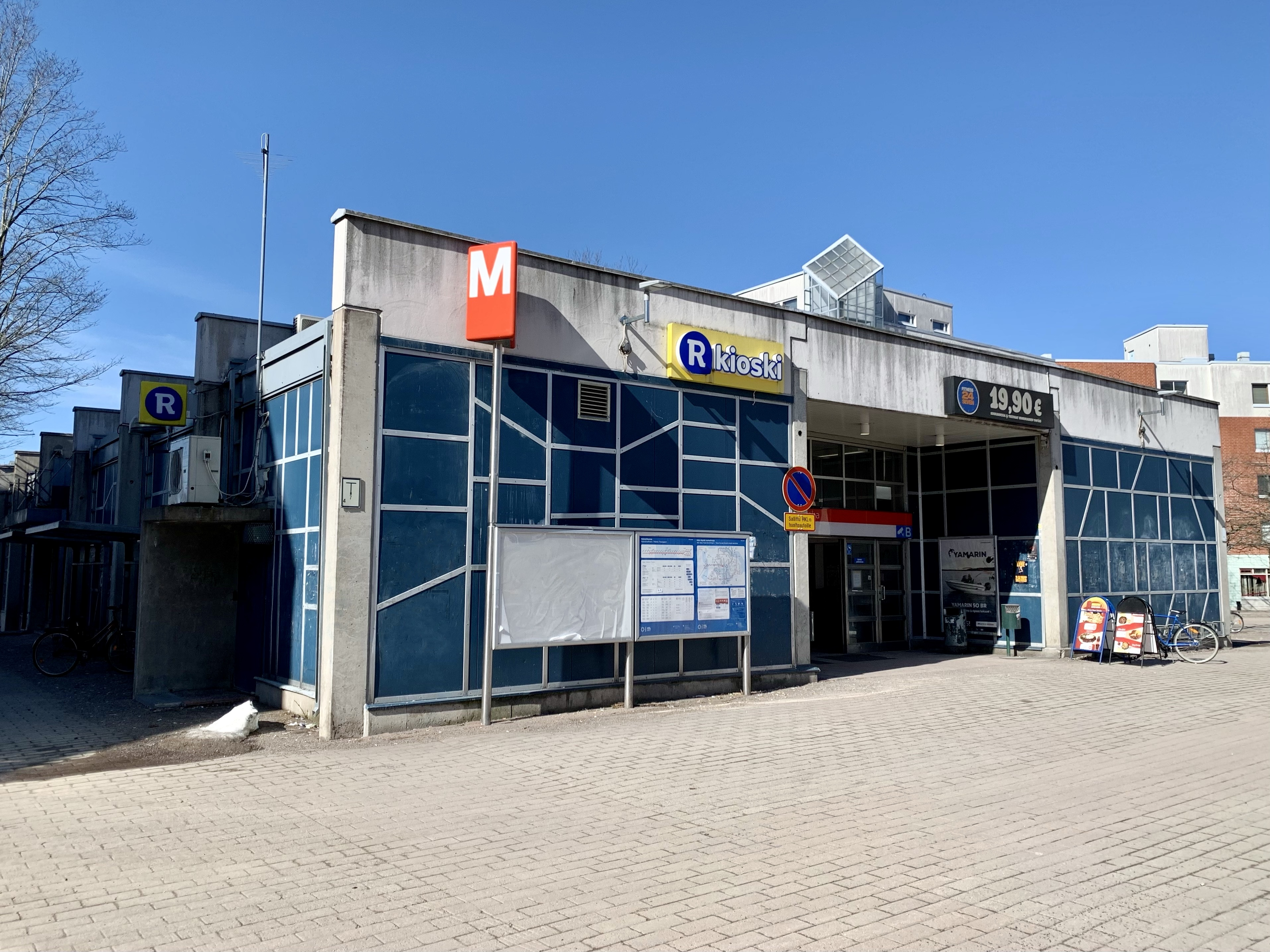
另一入口
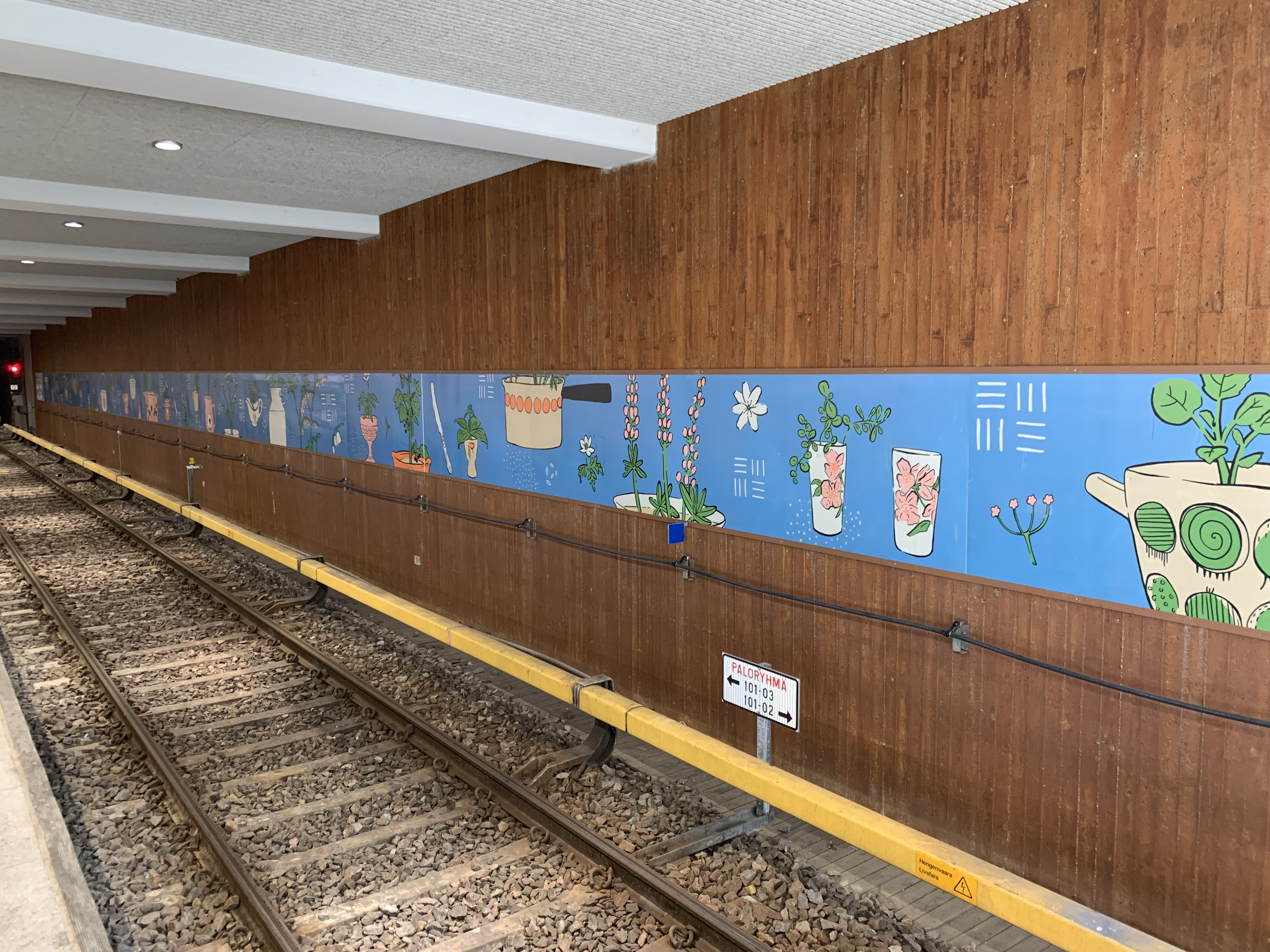
地铁站里的装饰
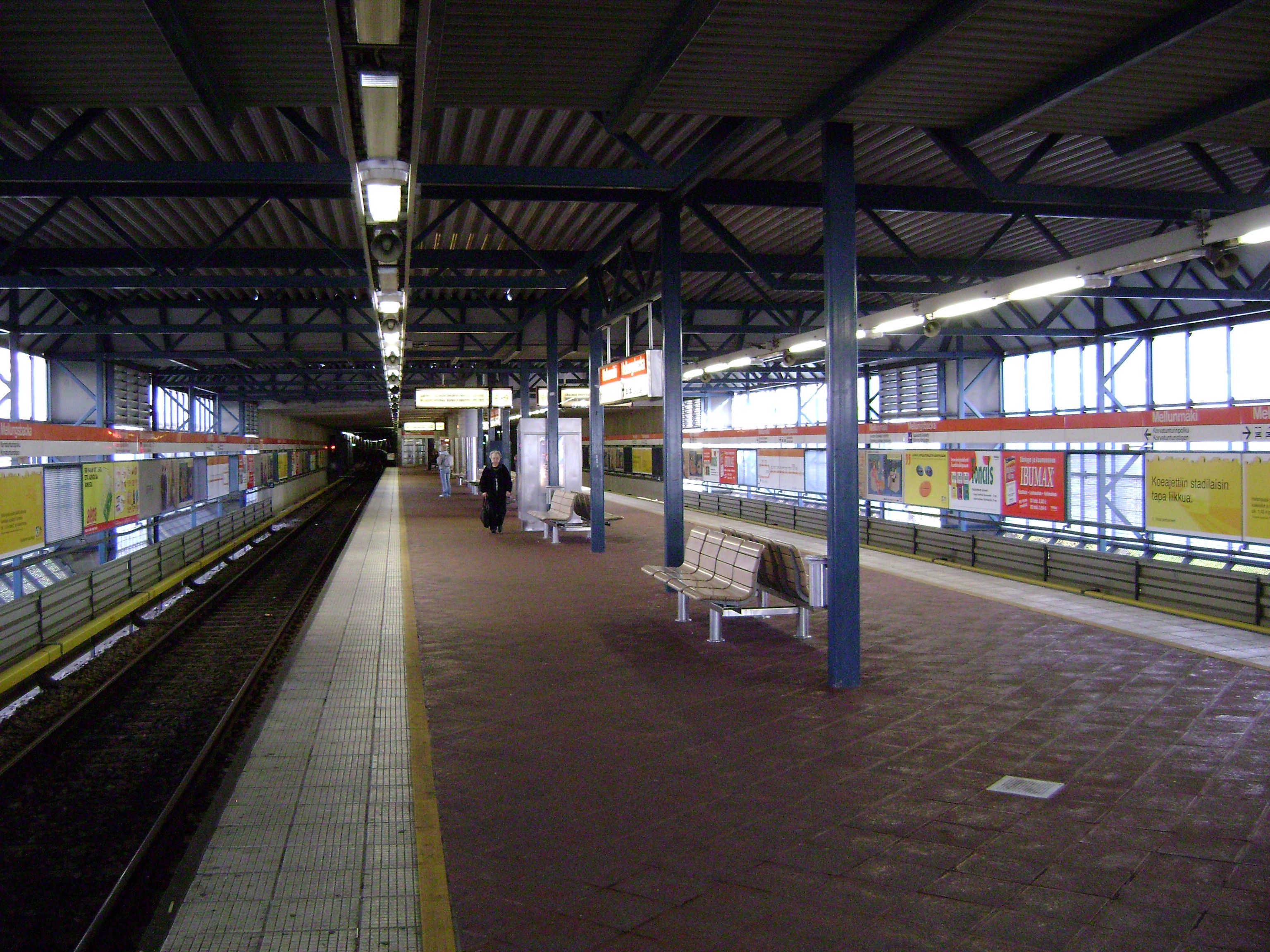
重修前的地铁站